# Cauloramphus niger
Cauloramphus niger är en mossdjursart som beskrevs av Grischenko, Dick och Shunsuke F. Mawatari 2007. Cauloramphus niger ingår i släktet Cauloramphus och familjen Calloporidae. Inga underarter finns listade i Catalogue of Life.